# Thaumarchaeota
A rendszertanban a Thaumarchaeota az Archaea domén egy törzse. Az archeák – ősbaktériumok – egysejtű, sejtmag nélküli prokarióta szervezetek. 2008-ban javasolták, miután szekvenálták a Cenarchaeum symbiosum genomját, és megállapították, hogy jelentősen különbözik hipertermofil Crenarchaeota törzs többi tagjától. A törzs minden tagja ammónia oxidáló kemolitoautotróf szervezet, és fontos szerepet játszhatnak a biogeokémiai ciklusokban, például a nitrogén és a szén körforgásában.
A törzset 2008-ban javasolták, filogenetikai adatok, például a riboszomális RNS-génjeik szekvenciái, és az I. típusú topoizomeráz nevű enzim egy formájának jelenléte miatt, amit eddig egyedülállónak gondoltak az eukariótákban. Három leírt faja kiegészítve a Cenarchaeum symbiosummal,: Nitrosopumilus maritimus, Nitrososphaera viennensis, és Nitrososphaera gargensis. Egy 2010-ben publikált elemzés szerint, amiben megvizsgálták az ammónia-oxidáló Nitrosopumilus maritimus és a Nitrososphaera gargensis genomját, arra következtettek, hogy elhatárolható származási vonalba tartoznak a Cenarchaeum symbiosummal.